# American Beauty (1999)
American Beauty ist ein US-amerikanisches Filmdrama aus dem Jahr 1999. Der Filmtitel leitet sich von einer Rosensorte ab, der American Beauty. Der Film wurde mit fünf Oscars prämiert, darunter in vier der fünf wichtigsten Oscarkategorien.

## Handlung
Die Geschichte wird von der Hauptfigur Lester Burnham selbst post mortem erzählt; so wird dem Zuschauer am Anfang vermittelt, dass dieser am Ende des Films sterben wird („In weniger als einem Jahr bin ich tot. Natürlich weiß ich das jetzt noch nicht.“).
Lester befindet sich in einer Midlife Crisis und ist mit seinem Leben unzufrieden; der – laut eigenem Bekunden – Höhepunkt seines Tages findet beim morgendlichen Masturbieren in der Duschkabine statt. Das Leben mit seiner spießigen und überspannten Frau Carolyn und seiner pubertierenden Tochter Jane empfindet er als trostlos. Seine Frau müht sich als selbständige Immobilienmaklerin; Jane lehnt ihn als Vorbild ab. Auch seine Arbeit in einem Verlag macht ihn nicht glücklich, und er erfährt von seiner Familie weder Dankbarkeit noch Respekt für seine Arbeit oder für sich selbst als Mensch, sondern „das furchtbare Gefühl, bedeutungslos zu sein“.
Bei einer Schulsportveranstaltung lernt er Angela, die eitle Schulfreundin seiner Tochter kennen, die ihr gegenüber mit sexuellen Erfahrungen prahlt. Lester verliebt sich auf den ersten Blick in sie. Daraufhin versucht er, sich wieder in Form zu bringen und sich so für das junge Mädchen attraktiver zu machen. Außerdem begegnet er bei einer Gala dem kellnernden Ricky Fitts, der erst kürzlich mit seinen Eltern in das Nachbarhaus der Burnhams eingezogen ist und Drogen verkauft. Durch ihn kommt Lester erstmals nach seiner Jugendzeit wieder in Kontakt mit Marihuana.
Im weiteren Verlauf provoziert Lester seinen Rausschmiss aus dem verhassten Beruf zugunsten einer Arbeit als Fast-Food-Bedienung („Ich suche einen Job mit dem geringstmöglichen Maß an Verantwortung.“), erpresst seinen Chef noch um ein Jahresgehalt und kauft sich sein Traumauto, einen 1970er Pontiac Firebird. Alle Versuche, mit seiner nur noch materiell orientierten Frau wieder eine gemeinsame Basis zu finden, scheitern. Carolyn fängt eine Affäre mit dem wesentlich erfolgreicheren Immobilienmakler Buddy Kane an, was Lester jedoch kalt lässt, da er mit seiner Ehe und Carolyn ohnehin schon lange abgeschlossen hat. Währenddessen entwickelt sich zwischen seiner Tochter und dem introvertierten Außenseiter Ricky eine seelenverwandte Beziehung und Liebe.
Lesters „erster Tag vom Rest seines Lebens“ endet so abrupt, wie Vorurteile und Missverständnisse entstehen. Rickys autoritärer Vater Frank, ein pensionierter Offizier und Waffensammler, hat Lester und seinen Sohn beim Drehen eines Joints durch ein Fenster beobachtet und die Szene fälschlich als homoerotische Beziehung zwischen Lester und Ricky interpretiert. Als Ricky nach Hause zurückkehrt, schlägt ihn sein Vater, und Ricky bestätigt seine Annahme, er verkaufe sich und verdiene damit viel Geld. Ricky wird von seinem Vater des Hauses verwiesen und fragt Jane, ob sie mit ihm nach New York gehe. Als Jane zustimmt, sagt er der protestierenden Angela seine Meinung, die daraufhin weinend das Zimmer verlässt.
Frank taucht bei Lester auf und versucht, ihn zu küssen. Als er von Lester zurückgewiesen wird, zieht er enttäuscht im Regen davon. Lester entdeckt schließlich Angela, tauscht mit ihr Zärtlichkeiten aus und will mit ihr schlafen. Sie willigt ein, offenbart ihm aber, dass sie in Wahrheit noch Jungfrau ist. Erschrocken lässt er von ihr ab und unterhält sich mit ihr. Lester erfährt von Angela unter anderem, dass Jane verliebt ist. Während Angela sich im Badezimmer befindet, schaut sich Lester ein altes Familienfoto an, das glückliche Zeiten zeigt, und fühlt sich selber gut. Carolyn fährt mit einer Pistole in der Handtasche nach Hause und sagt zu sich selbst, sie wolle mit allem abschließen. In der nächsten Szene wird Lester mit einem Kopfschuss getötet, ohne dass der Schütze selbst gezeigt wird. Carolyn ist noch auf dem Weg. Frank geht mit blutverschmiertem Hemd in sein Haus. Als Carolyn zu Hause ankommt, bricht sie verzweifelt zusammen.
Lester, der die Handlung rückblickend nach seinem Tod erzählt, zeigt am Ende keine Trauer oder Wut über sein Schicksal. Stattdessen äußert er Dankbarkeit für sein Leben, das er als „dumm“ und „klein“ bezeichnet, und richtet seinen Blick auf die vielen schönen, oft unscheinbaren Momente der Existenz, die ihm in der Rückschau besonders bewusst werden.

## Entstehung und Dreharbeiten
Die Produktion von American Beauty in Steven Spielbergs DreamWorks-Studios erschien zunächst risikobehaftet, wurden doch zentrale amerikanische Werte und Mythen wie die Männlichkeit, die Cheerleaderin als sexuelles Traumobjekt, der Wunsch, etwas Besonderes zu sein, und das versprochene Paradies des suburbanen Lebens in Frage gestellt. Die Bildsprache war von vornherein darauf angelegt, Zweifel am Traum der unbegrenzten Möglichkeiten zu erwecken; man ließ sich von Bildern Edward Hoppers von vereinsamten Menschen und dem freudlosen Stil von American Gothic mit düsteren und engen Innenräumen, aber auch von René Magritte inspirieren. Bewusst wählte man Drehorte, die von früheren gesellschaftssatirischen Filmen bekannt waren und die Langeweile der Suburbia zeigten (Divorce American Style 1967), oder man suchte Drehorte von Fernsehserien aus der Zeit des Wirtschaftswunders wieder auf. Sam Mendes, der sich beim Londoner Theater einen Namen gemacht hatte, war bis dahin noch nie beauftragt worden, einen Film zu drehen, und musste sich des Sachverstands des damals bereits 72-jährigen Conrad L. Hall bedienen. Mendes führte die Schauspieler als Ensemble wie im Theater, was lange Dialoge mit ihnen voraussetzte und ungewöhnlich erschien.
Die Dreharbeiten erfolgten in ungefähr 50 Tagen zwischen dem 14. Dezember 1998 und Februar 1999. Gefilmt wurde überwiegend in den Warner Bros. Studios in Burbank, Kalifornien, sowie in Hancock Park und Brentwood. Am Anfang und am Ende sind Luftaufnahmen von Sacramento zu sehen. Die meisten Schulszenen wurden in der South High School in Torrance gedreht.

## Synchronisation
Die Synchronarbeiten fanden bei der Berliner Synchron statt. Lutz Riedel, der die Rolle des Jim Olmeyer sprach, schrieb zudem das Dialogbuch und führte die Dialogregie.
| Rolle            | Schauspieler      | Synchronsprecher |
| ---------------- | ----------------- | ---------------- |
| Lester Burnham   | Kevin Spacey      | Till Hagen       |
| Carolyn Burnham  | Annette Bening    | Traudel Haas     |
| Jane Burnham     | Thora Birch       | Manja Doering    |
| Ricky Fitts      | Wes Bentley       | Matthias Hinze   |
| Angela Hayes     | Mena Suvari       | Julia Ziffer     |
| Col. Frank Fitts | Chris Cooper      | Jan Spitzer      |
| Buddy Kane       | Peter Gallagher   | Martin Keßler    |
| Barbara Fitts    | Allison Janney    | Beate Pfeiffer   |
| Jim Olmeyer      | Scott Bakula      | Lutz Riedel      |
| Jim Berkley      | Sam Robards       | Udo Schenk       |
| Brad Dupree      | Barry Del Sherman | Bernd Vollbrecht |

## Sonstiges
- Die Cheerleader-Szene wurde von Paula Abdul choreographiert, zur Instrumentalversion des Drifters-Hits On Broadway.[4]
- Die Hand und der Bauch auf dem Filmplakat sind nicht von Mena Suvari, sondern von der Schauspielerin Chloe Hunter.[5]

## Soundtrack
1. Thomas Newman – Dead Already
2. Elliott Smith – Because
3. The Folk Implosion – Free to Go
4. Free – All Right Now
5. Bill Withers – Use Me
6. Eels – Cancer for the Cure
7. The Who – The Seeker
8. Bobby Darin – Don’t Rain on My Parade
9. Betty Carter – Open the Door
10. Gomez – We Haven’t Turned Around
11. Peggy Lee – Bali Ha’i
12. Thomas Newman – Any Other Name
13. Annie Lennox – Don’t Let It Bring You Down
14. Bob Dylan – All Along the Watchtower
15. The Guess Who – American Woman

(nominiert für Grammy Award für Best Compilation Soundtrack Album for a Motion Picture, Television or Other Visual Media)
Ein Album mit 19 Tracks (American Beauty (Score)) ausschließlich mit Thomas Newmans Kompositionen wurde am 11. Januar 2000 veröffentlicht und gewann einen Grammy Award.

## Auszeichnungen
Die IMDb verzeichnet für den Film international insgesamt 214 Nominierungen, darunter 112 gewonnene Auszeichnungen (Stand: November 2022).
Der Film hat vier der fünf wichtigsten Oscar-Kategorien, der sogenannten Big Five, gewonnen.
Die wichtigsten Filmpreise (Oscar, Golden Globe und BAFTA-Award) werden hier aufgeführt:
Oscarverleihung 2000
- Bester Film
- Beste Regie – Sam Mendes
- Bester Hauptdarsteller – Kevin Spacey
- Beste Kamera – Conrad L. Hall
- Bestes Originaldrehbuch – Alan Ball

nominiert für:
- Beste Hauptdarstellerin – Annette Bening
- Bester Schnitt – Tariq Anwar, Christopher Greenbury
- Beste Filmmusik – Thomas Newman

Golden Globe Awards 2000
- Bester Film – Drama
- Beste Regie
- Bestes Filmdrehbuch

nominiert für:
- Bester Hauptdarsteller – Drama – Kevin Spacey
- Beste Hauptdarstellerin – Drama – Annette Bening
- Beste Filmmusik – Thomas Newman

BAFTA Awards 2000
- Bester Film
- Bester Hauptdarsteller – Kevin Spacey
- Beste Hauptdarstellerin – Annette Bening
- Beste Filmmusik
- Beste Kamera
- Bester Schnitt

nominiert für:
- Beste Regie
- Bester Nebendarsteller – Wes Bentley
- Beste Nebendarstellerin – Thora Birch
- Beste Nebendarstellerin – Mena Suvari
- Bestes Originaldrehbuch
- Beste Maske
- Bestes Szenenbild
- Bester Ton

Die Deutsche Film- und Medienbewertung (FBW) verlieh dem Film das Prädikat „besonders wertvoll“.

## Wirkung und Kritiken
Der mit 12,5 Millionen US-Dollar recht knapp finanzierte Film ging mit zunächst nur 16 Kopien in Los Angeles und New York ins Kino, spielte aber weltweit über 350 Millionen US-Dollar ein. Obwohl er mit Mitteln des Independent-Kinos arbeitet, hatte er starke Auswirkungen auf Hollywood-Produktionen. Die New York Post nannte ihn „a flat-out masterpiece, surely the best movie of the year; indeed, an all-time classic.“ Der Austin Chronicle schrieb: „A brilliant, exhilarating piece of filmmaking“.
Carsten Baumgardt von Filmstarts.de versah American Beauty mit der Höchstbewertung von 5 Sternen und meinte: „Wieder einmal ist es mit dem Engländer Sam Mendes – einem Europäer – gelungen, amerikanische Befindlichkeiten exakt zu analysieren und sezieren. Zwischen Witz und Tragik, immer bissig und oft zynisch, dreht ‚American Beauty‘ genüsslich die Klischees der Seifenopern ins Gegenteil um und hinterlässt den amerikanischen Traum als einen Scherbenhaufen. Der tragische Held will eine Jugendliche verführen, die Tochter brennt mit dem Drogenhändler von nebenan durch, die Frau steht kurz vor dem Selbstmord und der patriotische Nachbar […] entwickelt psychopathische Züge. […] In dem grandiosen Ensemble bestechen nicht nur Kevin Spacey und Annette Bening, die Entdeckung schlechthin ist der 21-jährige Newcomer Wes Bentley, der es mit seiner facettenreichen, anrührigen Darstellung schafft, einen Dealer als die einzig wirkliche Sympathiefigur zu etablieren.“

„Der ironische Blick hinter die äußerlich glänzende Fassade von Kleinstadt-Amerika wird durch eine komplementäre Erzählebene anteilnehmend und mit neugieriger Sensibilität zu einem komplexen und hintergründigen Menschen- und Generationsporträt ausgeweitet. Ein höchst bemerkenswerter Erstlingsfilm, der stilistisch und darstellerisch gleichermaßen überzeugt.“

„Lustvoll zerstört der Brite Sam Mendes die ironisch überspitzte Schauseite amerikanischen Philistertums. Künstlerisch gerahmt und perfekt zwischen Farce und Tragik des Seins ausbalanciert, ist ‚American Beauty‘ bitter und schön wie das wirkliche Leben, doch andererseits genauso künstlich wie das, was er zu kritisieren vorgibt.“

„Fern jeder Peinlichkeit strahlt ‚American Beauty‘ gerade in den schwierigsten und heikelsten Momenten eines Films, wenn sich die Figuren offen zu ihren Gefühlen bekennen, eine Herzenswärme aus, die zu Tränen rühren kann.“

Die Kritikerin Joanna Berry charakterisiert den Film als „schwarze Komödie“, der Menschen zeige, die „angeblich den amerikanischen Traum leben – Menschen, denen es in materieller Hinsicht an nichts fehlt, die aber trotz allem unglücklich und unzufrieden sind.“ In dieser Hinsicht zieht sie eine Parallele zu dem Film Blue Velvet von David Lynch, der „uns einen Blick hinter die Vorhänge des Vorstadtlebens werfen ließ“, wohingegen American Beauty diese Vorhänge endgültig abreiße. Sie urteilt, dass die filmische Wirksamkeit überrasche, wenn man bedenke, dass es das „Erstlingswerk eines Mannes [ist], der bisher fürs Theater gearbeitet hat.“ Sie schließt mit der Bemerkung, der Film sei „wunderschön und finster – ein sensationelles Debüt.“